# Industrial
Industrial ist eine Kunst- und Musikrichtung, die sich ab der Mitte der 1970er-Jahre weltweit aus Elementen der experimentellen und Avantgarde-Musik sowie der Konzept- und Aktionskunst entwickelte. Der Begriff entstammt ursprünglich dem englischen Musiklabel Industrial Records, das kollektiv von den Mitgliedern der Band Throbbing Gristle gegründet und geführt wurde, die eine zentrale Position im frühen Industrial innehatten. Seine Wurzeln hat der Industrial neben der englischen Szene auch in den Vereinigten Staaten.

## Hintergrund
Eine wesentliche Komponente des Industrials war und ist die Provokation entlang der äußersten Ränder des Erträglichen und damit einhergehend das Experiment mit audiovisuellen Grenzerfahrungen. Um zu irritieren und schockierende Eindrücke aus der gelebten Welt zu kommentieren, werden extreme Darstellungen von Gewalt, Sexualität, Krankheit, Krieg und Tod mit bedrohlichen und aggressiven Klangcollagen unterlegt. Die Band Throbbing Gristle beispielsweise verwob in ihrem Stück Slug Bait – ICA den Mord an Sharon Tate und die Grausamkeiten rhodesischer Guerilleros vor einem ruhigen elektronischen Hintergrund detailliert ineinander, Psychic TV in Supermale Reden von Johannes Paul II. und Anton Szandor LaVey. Die slowenische Gruppe Laibach projizierte bei einem Konzert den Film The Future Continues und einen Pornofilm übereinander, so dass unter anderem der drei Jahre zuvor gestorbene jugoslawische Staatspräsident Josip Broz Tito und ein Phallus gleichzeitig auf der Leinwand zu sehen waren.
Die drastischen Kolportationen von verstörenden Ereignissen in Industrialstücken können beim Hörer eine nur schwer zu umgehende Fokussierung auf die Entwicklung emanzipativer Prozesse auslösen. Laibach etwa betrachten ihre Konzerte als Dekonstruktionen politischer Kundgebungen, antworten in Interviews mit Manifesten und stellen ein übertriebenes Verlangen nach Autorität zur Schau:

“Laibach’s method is extremely simple, effective and horribly open to misinterpretation. First of all, they absorb the mannerisms of the enemy, adopting all the seductive trappings and symbols of state power, and then they exaggerate everything to the edge of parody.
Next they turn their focus to highly charged issues – the West’s fear of immigrants from Eastern Europe, the power games of the EU, the analogies between Western democracy and totalitarianism.”

„Laibachs Methode ist extrem simpel, effizient und schrecklich anfällig für Fehlinterpretationen. Als erstes absorbieren sie die Angewohnheiten der Gegner, adaptieren all die verführerischen Verlockungen und Symbole der Staatsmacht und dann übersteigern sie alles bis in die Parodie.
Als Nächstes wenden sie ihre Aufmerksamkeit den kontroversen Themen zu — der Angst des Westens vor Einwanderern aus dem Osten, die Machtspiele innerhalb der EU, die Analogien zwischen Demokratie und Totalitarismus.“

Es gibt jedoch auch Bands und Künstler, die etwa totalitäre Symbolik affirmativ aufgreifen und sich entsprechend positionieren: Michael Moynihan von Blood Axis beispielsweise hat sich mehrmals als Befürworter des Faschismus geäußert, Boyd Rice tat dies ebenfalls, zeigte sich begeistert von Personen wie Adolf Hitler und Alfred Rosenberg und trat in der Sendung Race and Reason von Tom Metzger (White Aryan Resistance) auf, in der er Industrial als „weiße Musik“ bezeichnete, und das Projekt Brethren vertritt deutlich rassistische Positionen.
Als Einflüsse des Industrial finden sich Mail-Art-, Performance- und Aktionskünstler, Dada, Neo-Dada und Fluxus sowie Schriftsteller wie William S. Burroughs und Brion Gysin. Aber auch außerhalb der Kunst liegende Gebiete wie Psychologie, Werbung und Geschichte waren und sind wichtige Inspirationen für die Industrial Culture (darunter von zentraler Bedeutung als immer wiederkehrende Motive die Zeit des Nationalsozialismus, Terrorismus, der Kolonialismus mit den teils folgenden Unabhängigkeitskriegen sowie Motive aus Psychiatrie und Medizin). Ebenso werden nicht selten satanische und magische/okkulte Themen aufgegriffen, einige Musiker wie Z’EV, das Church-of-Satan-Mitglied Boyd Rice oder die Band Psychic TV sind bekannt für ihr Interesse an diesen Themen und haben zudem Vereinigungen wie Thee Temple ov Psychick Youth oder die Abraxas Foundation gegründet; Thee Temple ov Psychick Youth wurde in der englischen Presse zeitweilig als in Ritualmorden involvierte satanische Vereinigung dargestellt, und Namen wie LAShTAL und Current 93 zeigen Bezüge zu Thelema auf. Von relativ geringer Bedeutung sind dabei musikalische Einflüsse. Zu nennen wären hierbei die Musik des Futurismus, Free Jazz und Free Improv, Musique concrète und einige Krautrock-Bands (Cluster, Tangerine Dream, Neu!, Kraftwerk). Experimentelle Künstler wie Frank Zappa (Nasal Retentive Calliope Music, 1968), Captain Beefheart, die Noise-Pioniere Velvet Underground (European Son, 1969) oder Kevin Ayers (Song From The Bottom Of A Well, 1971) lieferten Songs, die die Industrial-Ästhetik zum Teil vorwegnahmen. Auch Lou Reeds umstrittenes Album Metal Machine Music (1975), das im Wesentlichen aus kakophonischen Klängen besteht, gilt als Vorläufer von Industrial.

## Geschichte

### Entstehungsphase
Bereits um 1974 formierten sich die ersten Industrial-Projekte, unter ihnen Cabaret Voltaire aus Sheffield und Boyd Rice unter dem Pseudonym NON aus Denver. Während dieser Zeit entstanden zahlreiche Aufnahmen, die allerdings erst später einer breiteren Hörerschaft zugänglich gemacht wurden. Wie bei vielen Industrial-Formationen dienten Gitarren Rice nicht als typisches Rockinstrument, sondern als unkonventioneller Klangerzeuger. Rice beispielsweise schuf einen Teil seiner Aufnahmen mithilfe einer „Rotorgitarre“, einer E-Gitarre mit angeschraubtem Ventilator, der mittels Antriebsschraube die Saiten zum Schwingen brachte und als gewünschten Effekt Texturen mit hohem Geräuschanteil erzielte. Diese Aufnahmen wurden 1977 unter dem Titel The Black Album veröffentlicht.
Das dadaistisch inspirierte Künstlerprojekt Cabaret Voltaire absolvierte seine ersten Auftritte bereits 1975 und konfrontierte das Publikum mit aufeinander folgenden TV-Screenshots in hoher Schnittfrequenz, die Bilder von politischen Ausschreitungen, militärischen Zerstörungen oder faschistischen Symbolen zeigten.
1977 veröffentlichten Throbbing Gristle, hervorgegangen aus der Extremperformancegruppe COUM Transmissions, das musikalisch bahnbrechende Album The Second Annual Report. Parallel dazu realisierten sie im angesehenen Londoner Institute of Contemporary Arts (ICA) eine Prostitution betitelte Ausstellung. Objekte wie gebrauchte Tampons und Abbildungen aus Pornomagazinen wurden gezeigt und Auftritte einer Stripperin, von Throbbing Gristle selbst und der Punk-Band Chelsea (unter dem Pseudonym „LSD“) fanden statt. Die Ausstellung provozierte einen nationalen Skandal, mit dem sich selbst das britische Parlament befasste, und machte die Band populär und zugleich London zum Zentrum der Bewegung. Quasi aus dem Publikum heraus gründeten sich weitere Bands und Gruppen und Künstler aus anderen Ländern zogen teils dorthin. So entstand schnell ein internationales Netzwerk aus Musiklabels, Künstlern, Medien und Auftrittsorten, das auch befördert wurde durch die Interaktion mit dem zeitgleich entstehenden Punk. Wichtige Nebenzentren waren Deutschland und Belgien. In beiden Ländern entwickelten sich schnell eigene Spielarten des Industrials, teils unter starkem Einfluss lokaler Stile.
Weitere essentielle Projekte im Umfeld von Industrial Records waren SPK und Monte Cazazza.
Die Gruppe SPK wurde in Australien gegründet und zog dann nach London, England. Die Mitglieder blieben anonym, ließen sich nicht abbilden und nutzten Pseudonyme wie EMS AKS, Ne/H/il, Oblivion, Tone Generator und Pinker statt ihrer bürgerlichen Namen. Ihre ersten Veröffentlichungen spiegelten medizinische Themen wie Krankheiten, missgebildete Säuglinge und siamesische Zwillinge. Auf der Bühne wurden außerdem Flammenwerfer eingesetzt und dem Publikum provozierendes Bild- und Filmmaterial präsentiert: Eine ihrer Live-Performances gipfelte im Verzehr von Teilen eines rohen Schafgehirns durch Kopf und Gründer Graeme Revell (u. a im offiziellen Band-Video Despair zu sehen). Auf ihren ersten Alben Information Overload Unit (1981) und Leichenschrei (1982) spielte die Band bruitistische Musik ohne jedwede Melodie mit metallischen und elektrischen Geräuschen. Auf ihrem Album Zamia Lehmanni – Songs of Byzantine Flowers (1986) hingegen ruhige, schwere und triste ethnische Musik.
Cazazza wiederum entstammte der Szene San Franciscos, die neben ihm und Rice auch Z’EV, Jupitter Larsen (The Haters), Mark Pauline (Survival Research Laboratories), die psychedelische Band Factrix und die bedeutenden Publikationen RE/Search und Unsound hervorbrachte.
Anfang bis Mitte der 1980er Jahre verfiel der innovative Impuls zunehmend, durch den sich Industrial anfangs ausgezeichnet hatte und das ursprünglich komplexe Geflecht aus Medientheorie, Kunst und Provokation degenerierte zu einem Stereotyp. Die meisten Industrial-Bands lösten sich zu dieser Zeit entweder auf oder gingen komplett neue Wege.

### Entwicklungen innerhalb der Post-Industrial-Ära

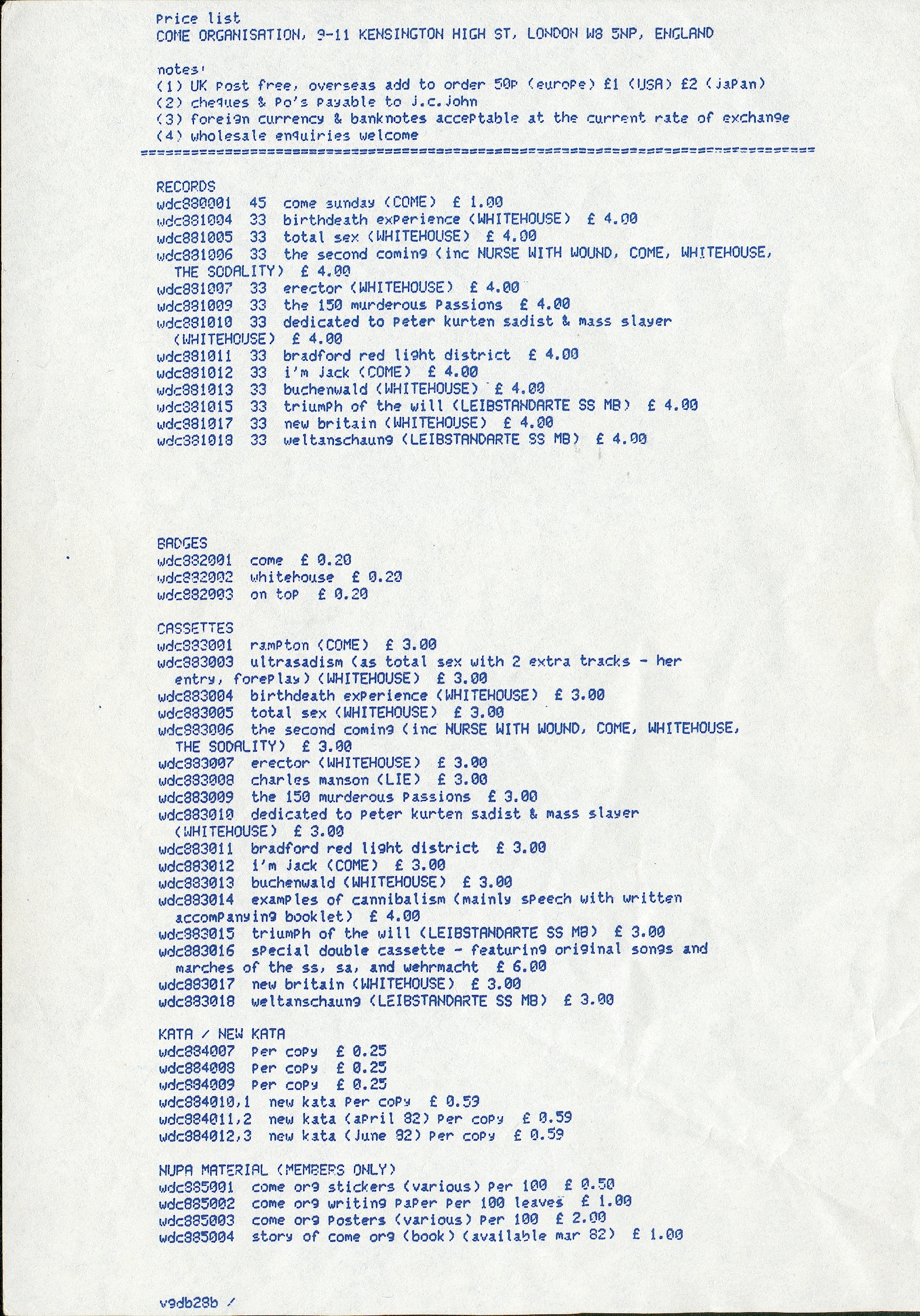
Come-Org-Katalog von 1982

Eine Fortentwicklung aus dem Industrial stellen die ab den frühen 1980ern neu entstandenen Richtungen Power Electronics, Dark Ambient, Ritual, Martial Industrial und Death Industrial dar. Diese Epoche, die mit der Auflösung des Industrial-Hauptacts Throbbing Gristle einsetzt, wird als Post-Industrial bezeichnet. Diese Bezeichnung ist jedoch umstritten, da sie außerhalb der Industrial-Bewegung nur geringe Verbreitung erfuhr und die damit bezeichnete Epoche chronologisch nur schwer greifbar erscheint.
Einflussreiche Künstler dieser Zeit waren Lustmord, Esplendor Geométrico, The Wolfgang Press, Einstürzende Neubauten, Coil, Psychic TV, Test Dept., Zoviet France, Laibach, P16.D4, Factrix, Zos Kia, Foetus, Nocturnal Emissions, Hunting Lodge, Z’EV, Blackhouse sowie einige Künstler aus dem Umfeld des Come-Org-Labels (u. a. Whitehouse und Nurse with Wound).
Bis heute gibt es einen sehr aktiven Untergrund, der weltweit miteinander vernetzt ist. Wie andere Subkulturen auch, nutzt dieser traditionell Fanzines als Medium der Kommunikation, heutzutage aber vor allem das Internet. Reine Industrial-Fanzines, wie das französische Symposium oder ansatzweise das deutsche Scharlach, sind selten. Industrial wurde in den 1980er Jahren zum Teil in Punk-Magazinen behandelt, später auch in Wave-Magazinen wie Aeterna, Cruciamentum, Glasnost Wave-Magazin oder später das Black-Magazin aus Deutschland.

#### Power Electronics
auch Heavy Electronics genannt, ist ein Post-Industrial-Genre, das durch den Come-Org-Kreis um Whitehouse begründet wurde und sich durch druckvolle, monotone Lärmkulissen und stark verzerrten Schreigesang auszeichnet. Gelegentlich finden Samples Verwendung (z. B. aus politischen Reden) oder die Kompositionen werden durch Perkussions-Elemente oder Noise-Frequenzen rhythmisch unterlegt.
Sowohl textlich als auch visuell liegt Power Electronics dem klassischen Industrial am nächsten. Dabei werden vor allem Themen wie Mord, (sexuelle) Gewalt, Paraphilie, Wahnsinn, Rassismus oder Krieg (teils mit sozialkritischer Intention) aufgegriffen und versucht, bei Hörerschaft und Publikum eine Schockwirkung zu erzielen.
Das bedeutende Power-Electronics-Projekt Whitehouse von William Bennett debütierte 1980 mit der LP Birthdeath Experience; die Stilbezeichnung kam mit ihrem Album Psychopathia Sexualis (1982) auf. Die im gleichen Jahr erschienene Kompilation Für Ilse Koch prägte neben der Musik außerdem die üblichen Themengebiete des Genres.
- Anenzephalia
- Con-Dom
- Einleitungszeit
- Genocide Organ
- The Grey Wolves
- Gruntsplatter
- Intrinsic Action
- Maurizio Bianchi
- Mauthausen Orchestra
- Minamata
- New Blockaders
- NON
- Propergol
- Thorofon
- Slogun
- Söldnergeist
- Whitehouse

#### Dark Ambient
ursprünglich auch als Ambient Industrial bezeichnet, ist ein Post-Industrial-Genre, dessen Anfänge bis in die späten 1970er zurückreichen. Die Bezeichnung selbst etablierte sich etwa um 1994 und wurde im Umfeld des Cold-Meat-Industry-Labels für das Album The Goddess who Could Make the Ugly World Beautiful von Morthound und das Werk Enthraled by the Wind of Lonelienes (sic) von Raison d’être verwendet, das zu dieser Zeit von der Plattenfirma Discordia beworben wurde. Die Bezeichnung Ambient Industrial ist hingegen seit der zweiten Hälfte der 1980er belegt.
Erste Dark-Ambient-Elemente finden sich bereits auf dem Throbbing-Gristle-Album The Second Annual Report von 1977, auf dem (zum Teil live aufgenommene) Kompositionen mit repetitiven Arrangements, Sprachsamples und bedrohlich anmutenden Klanglandschaften erzeugt wurden. Ähnliche Elemente machten sich Anfang der 1980er Jahre bei Künstlern wie Lustmord  (Lustmørd, 1981), SPK (Leichenschrei, 1982) oder Zoviet*France (Mohnomishe, 1983) bemerkbar. Als fast vollständig im Dark-Ambient-Stil produzierte Veröffentlichungen können das 1984er-Album Eostre von Zoviet*France oder das 1986er-Album Paradise Disowned von Lustmord betrachtet werden.
Eine Wechselbeziehung zwischen Dark Ambient und dem eigentlichen Ambient-Genre ist nicht ganz sicher, da sich beide Genres etwa gleichzeitig herausbildeten. Spätere Künstler geben allerdings an, von beiden Genres – Industrial und Ambient – beeinflusst worden zu sein. Einige bedeutende Vertreter aus dem Dark-Ambient-Umfeld sind:
- Accurst
- Demdike Stare
- Deutsch Nepal
- Endura
- Haiku Funeral
- Illusion of Safety[13]
- Inade
- Kammarheit
- Lull
- Lustmord
- Nagaarum
- Nordvargr
- pando
- PHD²
- Raison d’être
- Stone Glass Steel[14]
- Svartsinn
- TenHornedBeast
- Urna
- Vidna Obmana
- Vladimír Hirsch
- Wicked Messenger
- Wordclock

#### Ritual
Häufig auch Ritual Industrial genannt, ist ein Post-Industrial-Genre, das sich etwa 1983 entwickelte.
Charakteristisch für diesen Stil ist die Verwendung perkussiver Elemente, wie Trommeln, Glocken oder Metallfässer, die als Samples eingesetzt oder live eingespielt werden. Dabei sind oft verschiedene Rhythmusformen vorzufinden, wie z. B. ein einfacher, repetitiver Trommelschlag oder ein perkussiv verschachteltes Grundgerüst (sogenannte Tribal Beats). Die Kombination aus synkopalen Rhythmen und ruhigen Dark-Ambient- oder Noise-Flächen ergibt ein „zeremonielles“ Klangbild, das vereinzelt durch Gesang und evozierende Worte untermalt wird. Typisch ist auch das kompositorische Einbetten von Samples sakraler, beispielsweise gregorianischer oder tibetischer Gesänge, die zumeist als authentische Mitschnitte vorliegen. Die Autoren des Buches Looking for Europe beschreiben die Musik als „eine meist ruhige Industrial-Variante, die im Besonderen charakterisiert ist durch repetitive Kompositionen, Rückgriffe auf ethnomusikalische Ritualklänge und die Arbeit mit magischen Konzepten“.
Als Schlüsselwerke früher Ritual-Musik gelten die Werke Dekompositiones (1983) von SPK, LAShTAL (1983) und Nature Unveiled (1984) von Current 93 sowie The Secret Eye of L.A.Y.L.A.H. (1984) von Zero Kama, das laut band-eigener Aussage mithilfe menschlicher Knochen eingespielt wurde. Auch die Gruppe 23 Skidoo, die dem Psychic-TV- und Cabaret-Voltaire-Umfeld entstammte, beschäftigte sich auf ihrem Werk The Culling is Coming (1983) mit ritueller Musik und kann mit Titeln wie Gregouka als einer der Vorreiter des Stils betrachtet werden. Ein frühes Beispiel für diese Bezeichnung findet sich u. a. auf der hauptsächlich mit metallischen Instrumenten wie Schwertern und Gongs eingespielten 12"-Single How to Destroy Angels von Coil (1984), wo sich die Beschreibung als ritual music for the accumulation of male sexual energy findet. Eine weitere, aus den USA stammende Band war Hunting Lodge, die simultan mit vergleichbaren Elementen arbeitete (bspw. auf dem Album Exhumed und der Single Night from Night, beide 1983) und zwei Jahre später mit Tribal Warning Shot einen Untergrund-Hit erzielte.
Reine Ritual-Musikprojekte sind selten. Viele Künstler sind nebenbei in anderen Bereichen tätig, wie etwa im Dark-Ambient-, Death-Industrial- oder Neofolk-Umfeld. Einige bedeutende Ritual-Projekte sind:
- 23 Skidoo
- Ain Soph[6][17]
- Allerseelen
- Autopsia
- C.O.T.A.
- Chöd
- Cranioclast
- Current 93[6]
- Exotoendo
- Halo Manash[18]
- Hunting Lodge
- The Hybryds[6][19]
- In Slaughter Natives
- Internal Fusion
- LAShTAL
- Maybe Mental
- Metgumbnerbone
- Nakasone
- Nigredo
- Raison d’être
- Raksha Mancham
- Rosengracht
- S·core
- Sigillum S[6][17]
- Sixth Comm
- Sleep Chamber
- SPK
- Svasti-ayanam
- T.A.C.
- Tasaday
- Temps perdu?
- Third Global Vagina Torture
- Voice of Eye
- Zahgurim
- Zero Kama
- Zwickau

Gelegentlich werden Künstler wie Alio Die, Arbre Noir, László Hortobágyi, O Yuki Conjugate, TUU und Vasilisk dem Genre zugeordnet. Diese bewegen sich jedoch außerhalb des Post-Industrial-Kontextes und sind stilistisch im Tribal-Ambient- und World-Music-Umfeld anzusiedeln.

#### Martial Industrial
Martial Industrial auch Military Pop genannt, ist ein Post-Industrial-Genre, das sowohl auf Klassik- als auch auf Dark-Ambient-Elemente zurückgreift und diese mit Marschrhythmen kombiniert.
Das Genre hat seine Wurzeln bei Gruppen wie Laibach (Ti, Ki Izzivas, Neue Akropolis), In the Nursery (Breach Birth, Arm Me Audacity) und Jordi Valls/Vagina Dentata Organ (Triumph of the Flesh), aber auch SPK, die bereits in der Mitte der 1980er mit Militärtrommeln, Filmmusik- und Orchestralsamples experimentierten und die spätere Martial-Industrial-Bewegung vorwegnahmen. In den 1990ern begannen europaweit Projekte wie The Moon Lay Hidden Beneath a Cloud, Dernière Volonté (Le feu sacré, Les blessures de l’ombre) oder Regard Extrême damit, dieses Konzept fortzuführen. Letztlich ging das Genre „in seiner Gesamtheit aber an seiner inhaltlichen und musikalischen Limitierung zugrunde“.
Aufgrund der Kriegsthematik in der Musik und der Covergestaltung einiger Alben, die dem Stile Leni Riefenstahls teilweise nachempfunden wurden, werden Vertreter des Martial Industrial oft ideologisch als rechtsorientiert kritisiert, was aber – abgesehen von einzelnen sich offen zu rechtem Gedankengut bekennenden Bands und Musikern wie Von Thronstahl und Michael Moynihan – an der starren Ästhetik von Militärkleidung und weniger in den Texten, Handlungen oder Absichten der Künstler zu sehen ist. Einige bedeutende Vertreter des Martial Industrial sind:
- A Challenge of Honour
- Apoptose
- Arditi
- Blood Axis
- Der Blutharsch[20]
- Dernière Volonté
- In the Nursery[20]
- Laibach[20]
- Les Joyaux de la Princesse
- Life Toward Twilight
- Karjalan Sissit
- The Moon Lay Hidden Beneath a Cloud
- Mordor
- Parzival
- Puissance
- Regard Extrême
- Triarii
- Vagina Dentata Organ
- Von Thronstahl
- Wappenbund

#### Death Industrial
Der, auch als Doom Industrial bezeichnete, Death Industrial ist ein Post-Industrial-Genre, das Ende der 1980er Jahre entstand und sich in der Grauzone zwischen Power Electronics, Dark Ambient und Ritual bewegt.
Dabei werden häufig Samples von Maschinengeräuschen, Glocken und sakralen Gesängen sowie Sound-Effekte wie Verzerrer, Echo, Reverb oder Delay verwendet, um einen tiefen, monumentalen Klang zu erzeugen. Meistens werden die jeweiligen Kompositionen von dumpfen Geräuschkulissen begleitet, die eine Art „Katakomben-Ambiente“ hervorrufen sollen.
Die Bezeichnung Death Industrial wurde zunächst von Roger Karmanik, seines Zeichens Labelgründer und -betreiber von Cold Meat Industry, für das Projekt Brighter Death Now verwendet und im Laufe der Zeit auf zahlreiche weitere Künstler des Labels ausgedehnt, die sich stilistisch zwischen Power Electronics, Dark Ambient und Ritual-Musik bewegten. Inzwischen ist sie auch für label-übergreifende Künstler in Gebrauch. Einige bedeutende Künstler aus dem Death-Industrial-Umfeld sind:
- Archon Satani
- Atrabilis Sunrise
- Atrax Morgue
- Bad Sector
- Brighter Death Now
- Coph Nia
- Djinn
- Frozen Faces
- The Grey Wolves
- In Slaughter Natives
- Lille Roger
- Maschinenzimmer 412
- Megaptera[24]
- Melek-Tha
- Mental Destruction
- Morthond
- Negru Voda
- Ordo Rosarius Equilibrio[25]
- Satanismo Calibro 9
- Stratvm Terror (Frühwerk)

### Derivative Formen
Ferner waren Überlagerungen mit anderen Genres, insbesondere mit dem Post-Punk-Umfeld, charakteristisch. Diese Überschneidung findet sich unter anderem bei Künstlern wie Skinny Puppy oder den frühen Death in June.
Aufgrund stilistischer Wechselwirkungen zeigten sich mehrere Querverbindungen zu Künstlern aus dem Neofolk-Genre. Diese Tatsache beruht möglicherweise auch auf den frühen Tätigkeiten von Boyd Rice, der bereits 1975 mit seinen Anti-Platten Material veröffentlichte, das sich sowohl für Industrial als auch für den Neofolk als wegweisend erwies. So suchten die experimentierfreudigen Avantgarde- und Neofolk-Projekte wie Current 93, Nurse With Wound oder Death in June mit Hilfe post-industrieller Strömungen nach weiteren Ausdrucksmöglichkeiten.
Über weitere vielfache Kreuzungen mit anderen Stilen (bspw. Rockmusik und Metal) entstand in den USA und Kanada eine Generation, die sich von den klassischen Urhebern bereits weit entfernt hatte. Ab dem Ende der 1980er Jahre kamen diese neuartigen, als Industrial Rock und Industrial Metal bezeichneten Stile durch Künstler wie Ministry oder Nine Inch Nails auch im Mainstream an. Das starke emanzipatorische Potential der ursprünglichen Industrial-Bewegung wich dabei zunehmend einer reinen Schockästhetik. Von den intellektuellen Fundamenten (Medientheorie, Wahrnehmungsforschung, „Wirtschaftsguerilla“) sind in aller Regel nur mehr Bruchstücke erhalten geblieben. John McRobbie, Betreiber des Mute-Records-Sublabels The Grey Area, das sich auf die Wiederveröffentlichungen früher Industrial-Werke spezialisiert, sieht das ähnlich:

„Als Monte Cazazza und Throbbing Gristle den Begriff Industrial Music prägten, war damit etwas gänzlich anderes gemeint als das, was die Musikindustrie heute in ihn hineininterpretiert. Ich mag Nine Inch Nails und Ministry, aber ich sehe nicht die kleinste Verbindung zu Throbbing Gristle, SPK oder den frühen Cabaret Voltaire. Die Industrie prägt einen Begriff von einer Art Musik, die nie unter ihrer Kontrolle war. Punk verlor an Ausdruckskraft, sobald sich die Industrie einmischte. Dem Industrial ist das nie passiert. Er entzog sich stets dem Mainstream. Und jene Bands, die vorgeben, dazuzugehören oder unfreiwillig in diesen Topf geworfen werden, haben nicht im Geringsten etwas damit zu tun.“

### Wechselbeziehungen
Aus einer Verschmelzung von Industrial und elektronischer Punkmusik (DAF, Die Krupps) ging die Electronic Body Music (EBM) hervor, die wiederum zahlreiche nachfolgende Musikstile beeinflusste, darunter den Techno in Europa.
Innerhalb der Post-Industrial-Szene existieren gegenwärtig unterschiedliche kulturelle Strömungen. Während ein Teil der Szene den Austausch mit der Neofolk-Kultur grundsätzlich befürwortet, lehnt ein anderer Teil den Kontakt mit dieser – aufgrund ihrer politischen Umstrittenheit – strikt ab. Unabhängig davon sind jedoch beide Subkulturen auf musikhistorischer Ebene untrennbar miteinander verwoben.

## Einfluss auf andere Subkulturen
Mit der Entstehung von IDM, Hardcore Techno, Drum and Bass, Glitch und Clicks & Cuts in den 1990er Jahren, gab es etliche Künstler, die sich auf das Industrial-Umfeld beriefen und zur Entstehung weiterer Genres wie Breakcore, Rhythm ’n’ Noise oder Industrial Hardcore beitrugen. So finden sich bei Projekten wie Autechre (Incunabula, 1993), Aphex Twin (Selected Ambient Works Vol. II, 1994) oder Biosphere (Patashnik, 1994) beispielsweise verstärkt Dark-Ambient-Elemente. Umstritten ist hierbei jedoch die direkte Beeinflussung durch frühere Künstler aus dem Dark-Ambient-Umfeld.
Etwa gleichzeitig wurden, vereinzelt in Zusammenhang mit dem schwedischen Label Cold Meat Industry, Teile der Black-Metal-Szene auf das Post-Industrial-Umfeld aufmerksam. Beispiele hierfür sind Abruptum (deren „Anti-Musik“ bereits Ende der 1980er Jahre Death-Industrial-Elemente übernahm), Darkspace und Vinterriket. Eine Annäherung beider Szenen zeigt sich auch im gemeinsamen Erscheinen der Compilation Souvenirs from Hell, auf der unter anderem Bands wie Ulver, Blood Axis sowie Magus Wampyr Daoloths Projekte N.A.O.S. und Diabolos Rising vertreten sind.
Der zeitgenössische klassische Komponist Moritz Eggert ließ sich durch Industrial zu seinem Schlagzeugkonzert Industrial für Metallteile und Großes Orchester inspirieren.

## Labels
- Ant-Zen
- Art Konkret
- Artware Production
- Banned Production
- BloodLust!
- Cause for Concern
- Cold Meat Industry
- Cold Spring Records
- Come Org
- Cyclic Law
- Dark Vinyl Records
- Drone Records
- Extreme
- Fetish Records
- Freak Animal Records
- Galakthorrö
- Industrial Records
- L.A.Y.L.A.H. Anti-Records
- Ladd-Frith
- L. White Records
- Loki Foundation
- Malignant Records
- Membrum Debile Propaganda
- Minus Habens
- Nature & Art
- Nekrophile Rekords
- Noise Museum
- Old Europa Café
- Open Wound
- Power & Steel
- Praxis Dr. Bearmann
- RRRecords
- SSS Productions
- Self Abuse Records
- Slaughter Productions
- Soleilmoon Recordings
- Sounds for Consciousness Rape
- Staalplaat
- Stateart
- Steinklang Industries
- Sterile Records
- Susan Lawly
- Tesco Organisation
- Zero Cabal